# Oranjestad (Sint Eustatius)
Oranjestad – miasto, stolica wyspy Sint Eustatius, w Holandii Karaibskiej. Liczy 443 mieszkańców (1 stycznia 2024). Znajdują się tutaj szkoła, urząd gubernatora, szpital. Jest największą miejscowością na wyspie.
Najważniejszymi atrakcjami turystycznymi miasta są Fort Oranje z roku 1636, jedna z najstarszych synagog Ameryki – synagoga Honen Dalim z 1739 r., cmentarz żydowski, ruiny kościoła kalwińskiego z 1755 r.

## Podział administracyjny
Miasto dzieli się na dwie dzielnice (buurt):
- Oranjestad-Noord, 267 mieszkańców
- Oranjestad-Zuid, 176 mieszkańców